# Зелово (Сињ)
Зелово је насељено место у саставу града Сиња, Сплитско-далматинска жупанија, Република Хрватска.

## Историја
До територијалне реорганизације у Хрватској налазило се у саставу старе општине Сињ.

## Становништво
На попису становништва 2011. године, Зелово је имало 181 становника.
| Број становника по пописима | Број становника по пописима | Број становника по пописима | Број становника по пописима | Број становника по пописима | Број становника по пописима | Број становника по пописима | Број становника по пописима | Број становника по пописима | Број становника по пописима | Број становника по пописима | Број становника по пописима | Број становника по пописима | Број становника по пописима | Број становника по пописима | Број становника по пописима |
| --------------------------- | --------------------------- | --------------------------- | --------------------------- | --------------------------- | --------------------------- | --------------------------- | --------------------------- | --------------------------- | --------------------------- | --------------------------- | --------------------------- | --------------------------- | --------------------------- | --------------------------- | --------------------------- |
| 1857                        | 1869                        | 1880                        | 1890                        | 1900                        | 1910                        | 1921                        | 1931                        | 1948                        | 1953                        | 1961                        | 1971                        | 1981                        | 1991                        | 2001                        | 2011                        |
| 313                         | 0                           | 239                         | 329                         | 422                         | 381                         | 451                         | 423                         | 608                         | 439                         | 383                         | 324                         | 312                         | 266                         | 181                         | 181                         |

Напомена: У 1869. подаци су садржани у насељу Сатрић (општина Хрваце). До 1931. исказивано је као део насеља.

### Попис 1991.
На попису становништва 1991. године, насељено место Зелово је имало 266 становника, следећег националног састава:
| Попис 1991.‍ | Попис 1991.‍ | Попис 1991.‍ | Попис 1991.‍ | Попис 1991.‍ |
| ----------- | ----------- | ----------- | ----------- | ----------- |
|             |             |             |             |             |
| Хрвати      | Хрвати      |             | 262         | 98,49%      |
| Срби        | Срби        |             | 1           | 0,37%       |
| непознато   | непознато   |             | 3           | 1,12%       |
| укупно: 266 |             |             |             |             |